# یوگینی کوماروف
یوگینی کوماروف (انگلیسی: Evgeny Komarov؛ زادهٔ ۸ نوامبر ۱۹۸۸) دوچرخه‌سوار اهل روسیه است.